# Wadi Murabba'at
 (février 2025).
Si vous disposez d'ouvrages ou d'articles de référence ou si vous connaissez des sites web de qualité traitant du thème abordé ici, merci de compléter l'article en donnant les références utiles à sa vérifiabilité et en les liant à la section « Notes et références ».

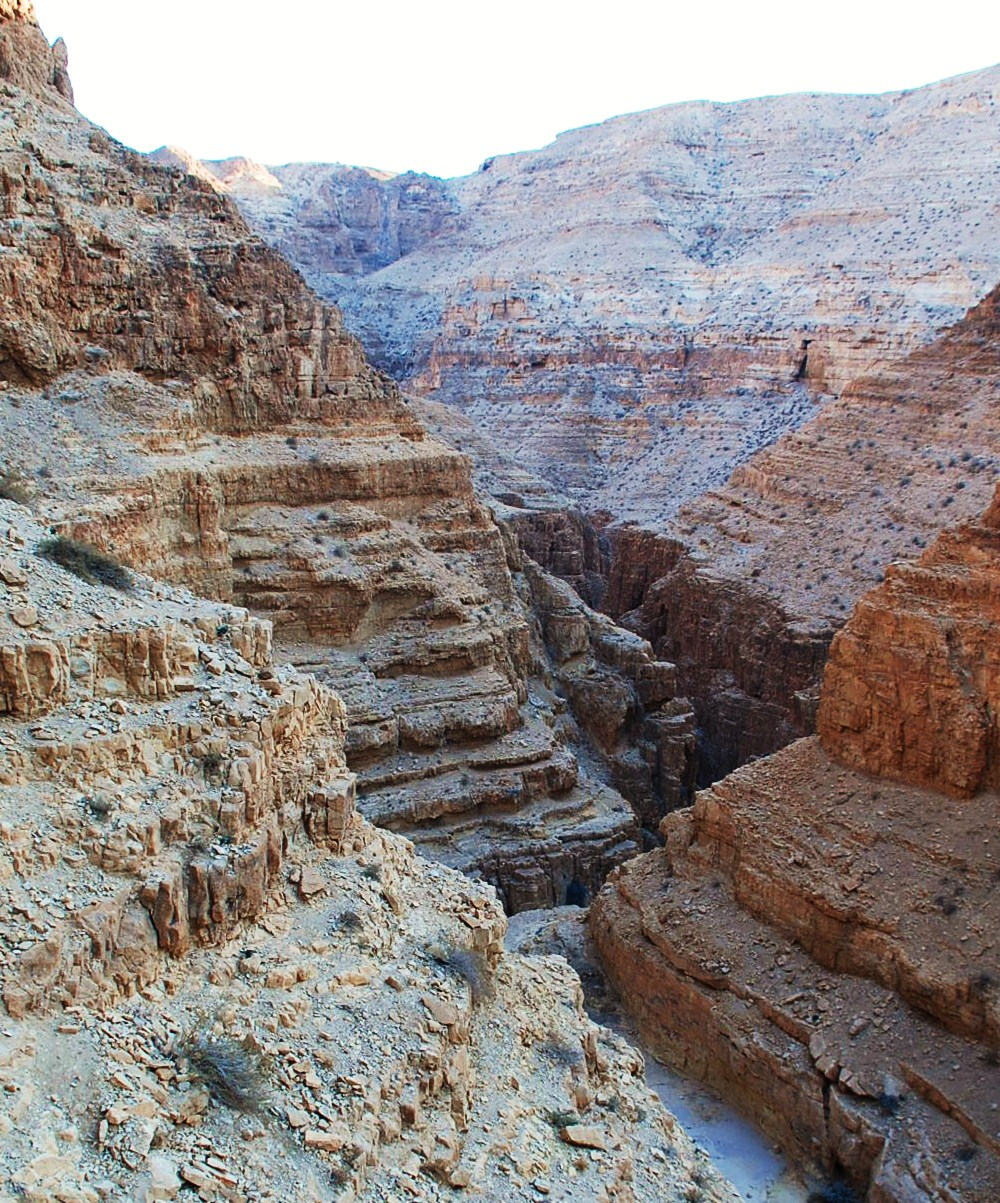
Nahal Darga

Le wadi Murabba'at ou nahal Darga est un ravin situé dans le désert de Judée qui se jette dans la mer Morte à environ 18 km au sud de Qumrân. Plusieurs grottes situées sur les flancs du wadi ont servi de refuge pendant l'Antiquité. Elles ont notamment livrées des documents datant de la révolte de Bar Kokhba, dont une lettre autographe de Shimon bar Kokhba.